# Geoconservazione
Con il termine geoconservazione si indica l'attività di pianificazione territoriale che, attraverso la definizione di appositi piani di gestione, integra le azioni di tutela con quelle di fruizione del patrimonio geologico, inteso come la somma di tutti i beni geologici esistenti in una data area, cioè di tutti i beni culturali nei quali la componente geologica costituisce l'interesse prevalente.
Uno degli obiettivi principali della geoconservazione è quello di sensibilizzare l'opinione pubblica sull'importanza dei siti geologici, promuovendone la salvaguardia e la valorizzazione.